# Fountain (Michigan)
Pour les articles homonymes, voir Fountain.
Fountain est un village du comté de Mason, dans l'État du Michigan, aux États-Unis. En 2020, il comptait une population de 170 habitants.